# ماتسودایرا تاداچیکا
ماتسودایرا تاداچیکا ((به ژاپنی: 松平 忠周 Matsudaira Tadachika); ۱۷ مهٔ ۱۶۶۱ – ۸ ژوئن ۱۷۲۸) کیوتو شوشیدای، و روجو اهل ژاپن بود.